# Nombre baryonique
Le nombre baryonique est, en physique des particules, un nombre quantique additif invariant, défini comme le tiers de la différence entre le nombre de quarks et le nombre d'antiquarks dans le système, :
{\displaystyle B={\frac {N_{q}-N_{\overline {q}}}{3}}}
où :
{\displaystyle N_{q}\ } est le nombre de quarks,
{\displaystyle N_{\overline {q}}} le nombre d'antiquarks.
La division par trois est une convention pratique, afin de faire correspondre le nombre baryonique au nombre de nucléons (protons et neutrons, tous deux constitués de trois quarks), ces particules étant plus familières et connues depuis bien plus longtemps que les quarks. 
De plus, un nombre baryonique non entier signale un assemblage qui ne peut pas exister. En effet, d'après les lois de l'interaction forte, il ne peut pas y avoir de particules colorées nues (c'est-à-dire non combinées), la charge de couleur d'une particule doit être neutre (blanche). Ceci peut être obtenu soit en assemblant un quark d'une couleur avec un antiquark de l'anti-couleur correspondante, ce qui donne un méson de nombre baryonique nul, soit en combinant trois quarks de couleurs différentes, ce qui donne un baryon de nombre baryonique 1, ou trois anti-quarks donnant un anti-baryon de nombre baryonique −1. Il existe une dernière possibilité consistant en 4 quarks et un anti-quark qui formeraient un pentaquark de nombre baryonique 1. La division par trois se justifie donc aussi par le fait que la somme des quarks moins les antiquarks d'une particule est toujours divisible par 3.

## Conservation
Le nombre baryonique est conservé dans quasiment toutes les interactions du modèle standard, la seule exception pourrait résider dans l'anomalie chirale (en). Cette notion de conservation signifie ici que la somme des nombres baryoniques de toutes les particules initiales est la même que pour l'ensemble des particules après l'interaction.

## Application à la physique nucléaire
Dans le cas de la physique nucléaire, le nombre baryonique s’apparente au nombre de masse A qui correspond au nombre de nucléons présents dans un noyau.

## Perspectives de violation
Dans certaines théories candidates à la grande unification, il y a une non-conservation des nombres baryoniques et leptoniques.
Un signe de cette non-conservation serait la désintégration du proton. Pour le moment, cette désintégration n'a jamais été observée. Aussi, on attribue au proton une demi-vie supérieure à 1033 ans. Ce qui signifie que cette désintégration peut parfaitement être un phénomène possible tout en étant trop rare pour avoir été observée.
Certains scénarios de baryogénèse font également intervenir des processus impliquant l'absence de conservation du nombre baryonique.